# L. A. López
Lyle Areanne López (Ciudad Quezon, 1 de junio de 1985), conocido artísticamente como L. A. López. Es un actor y cantante pop filipino, López fue "descubierto" por el rey de la comedia Dolphy Quizon, sobre el programa emitido de conocido también como la búsqueda de talento titulado "Ese es mi muchacho". Obtuvo varios premios como todo un niño de gran talento. En el 2002 regresó con un tema musical titulado "Yakap", que llegaron a la cima de los Billboards en su natal Filipinas. López profesa también la religión cristiano evangélico, ya que él es hijo de un pastor de jóvenes y líder de adoración en del Cristo de la Comisión. Actualmente está también transmitiendo a través de a un teatro musical en los Estados Unidos, bajo la Presidencia de concedidas por él.